# Grete Seidl
Grete Seidl, geborene Guggenberger, (* 23. Mai 1921 in Innichen, Südtirol; † 2006) war eine österreichische Mundartdichterin des Steirischen.
Aufgewachsen ist sie in Velden am Wörther See. 1941 bis 1942 absolvierte sie das Pädagogium in Bruck an der Leitha, das sie mit der Lehramtsprüfung abschloss. Anschließend war sie bis Mai 1945 landwirtschaftliche Lehrerin in der Mädchenabteilung der Ackerbauschule Kucherhof bei Klagenfurt.
1945 heiratete sie den Bergbauern Anton Seidl in St. Georgen ob Murau. Sie hatten insgesamt fünf Kinder. 
Sie widmete sich intensiv der Mundartdichtung und 1974 wurde ihr erster Gedichtband veröffentlicht. Mit ihren Dichtungen war sie ab den 1970er Jahren im Rundfunk und auf Schallplatten zu hören.

## Werke
- Wia’s oan’ so geaht. Verlag Welsermühl, Wels 1974
- Alter Weg – nuie Strassn: Gedichte in steirischar Mundart. Verl. Welsermühl, Wels 1980, ISBN 3-85339-523-6
- Geah nit vorbei! Gedichte in steirischer Mundart. Verl. Welsermühl, Wels 1984, ISBN 3-85339-568-6

| Personendaten    | Personendaten                                    |
| ---------------- | ------------------------------------------------ |
| NAME             | Seidl, Grete                                     |
| ALTERNATIVNAMEN  | Guggenberger, Grete (Geburtsname)                |
| KURZBESCHREIBUNG | österreichische Mundartdichterin des Steirischen |
| GEBURTSDATUM     | 23. Mai 1921                                     |
| GEBURTSORT       | Innichen, Südtirol                               |
| STERBEDATUM      | 2006                                             |